# Rupakot (Gulmi)
Pour les articles homonymes, voir Rupakot.
Rupakot (en népalais : रुपाकोट) est un comité de développement villageois du Népal situé dans le district de Gulmi. Au recensement de 2011, il comptait 3 518 habitants.